# Hypodynerus punctatus
Hypodynerus punctatus är en stekelart som beskrevs av Brethes 1903. Hypodynerus punctatus ingår i släktet Hypodynerus och familjen Eumenidae. Inga underarter finns listade i Catalogue of Life.